# Où est l'Eldorado ?
Pour plus de détails, voir Fiche technique et Distribution.
Où est l'Eldorado ? est un film documentaire belge réalisé par Jean-Frédéric de Hasque, sorti en 2009.
Produit par Michigan Films, coproduit par le Centre de l'Audiovisuel à Bruxelles, avec le soutien de la Communauté française de Belgique et l'aide de la Direction générale de la Coopération au Développement.

## Synopsis
Ils ont 25 ans, étudiants à l’université de Bamako, ils forment la nouvelle génération. Séduits par la pensée et l’aura de l'écrivain Yambo Ouologuem qui s'oppose radicalement aux Blancs ils ont créé un club à son nom.

## Fiche technique
- Documentaire, 16/9, couleur et N/B
- Durée : 75 minutes
- Langues : français et bambara
- Sous-titres : français, anglais, néerlandais
- Support de tournage : HDV
- Support d'exploitation : HDCAM, BETA Digital, Beta SP, DVcam, DV
- Réalisation et image : Jean-Frédéric de Hasque
- Producteurs : Sébastien Andres, Olivier Burlet
- Production :  Michigan Films
- Montage : Bruno Tracq
- Prise de son et montage son : Thomas Grimm-Landsberg
- Mixage : Pascale Schaer
- Étalonnage : Olpy

## Les personnages
- Drissa Kanambaye : président du Club Yambo Ouologuem qu’il a fondé. Originaire de la même région que Yambo Ouologuem, comme lui c’est un dogon. Ils se croisent parfois lorsque Drissa se rend à Sévaré, ville où il a passé son bac. Il travaille actuellement comme enquêteur pour une étude anthropologique menée par l’Unesco dans les régions de Mopti et de Djenné.
- Maryame Diarra : elle poursuit des études à l’École normale supérieure de Bamako. Déjà titulaire d’une maîtrise en lettre, elle compte enseigner à Bamako avant d’accomplir son rêve, devenir journaliste.
- Moulaye Coulibaly : il est enseignant et se prépare à mener une carrière politique, dans quelques années il se verrait bien député.
- Mamadou Ballo : étudiant à l'École normale supérieure, il ne sait pas encore très bien ce qu’il va faire plus tard. Il pourrait reprendre l’atelier de construction métallique de son oncle, mais il ne sent pas vraiment « manuel ».
- Bakkus Coulibaly : il a déjà tracé son futur parcours, il parfait son cursus pédagogique à l’École normale supérieure et ensuite il deviendra enseignant. Depuis plusieurs années il s'entraîne en donnant des cours du soir, dans une école de son quartier.